# Teucholabis (Teucholabis) subrubriceps
Teucholabis (Teucholabis) subrubriceps is een tweevleugelige uit de familie steltmuggen (Limoniidae). De soort komt voor in het Neotropisch gebied.